# Lakeside (Oregon)
Lakeside is een plaats (city) in de Amerikaanse staat Oregon en valt bestuurlijk gezien onder Coos County.

## Demografie
Bij de volkstelling in 2000 werd het aantal inwoners vastgesteld op 1371. In 2006 is het aantal inwoners door het United States Census Bureau geschat op 1486, een stijging van 115 (8,4%).

## Geografie
Volgens het United States Census Bureau beslaat de plaats een oppervlakte van 5,9 km², waarvan 5,1 km² land en 0,8 km² water.

## Plaatsen in de nabije omgeving
De onderstaande figuur toont nabijgelegen plaatsen in een straal van 28 km rond Lakeside.